# Clystérophilie
La clystérophilie (aussi communément appelée klysmaphilie) est une pratique sexuelle consistant à administrer ou à se faire administrer un liquide dans l'anus et le colon. 
Cette paraphilie implique souvent l'utilisation d'un lavement,.

## Origine du mot
Le terme klysmaphilie est crédité en 1973 par le Dr Joanne Denko pour décrire les activités de certaines de ses patientes qui ont utilisé ces pratiques,.

## Pratique
Les klysmaphiles peuvent tirer une satisfaction ou une excitation sexuelle fantaisiste en éliminant certaines étapes dans l'administration du lavage. La klysmaphilie est pratiquée par les femmes autant que par les hommes, bien qu'un bon nombre d'hommes paraphiles tendent à être klysmaphiles,. Souvent, les klysmaphiles disent avoir développé ce type de paraphilie lors d'un lavement durant l'enfance, mais certains disent l'avoir développé tardivement. La klysmaphilie est pratiquée par les hétérosexuels et homosexuels,. 
La paraphilie peut également être utilisée comme une alternative ou un substitut à l'activité sexuelle génitale. Habituellement, les klysmaphiles vivent leur sexualité en secret. Les klysmaphiles peuvent également mener un autre individu à leur administrer un lavement sous prétexte d'être constipé. Si c'est le cas, ils tenteront probablement de dissimuler le plaisir qu'ils reçoivent de cette administration.
L'ancienne version du manuel diagnostique et statistique des troubles mentaux (DSM-IV-TR) classifie la klismaphilie sous le diagnostic de « Paraphilies, autrement non-spécifiées » avec le code 302.9. La nouvelle édition du DSM-5 mentionne la clystérophilie dans les critères diagnostiques de « Autre trouble paraphilique spécifié » et son code est le 302.89 (F65.89). Les critères du diagnostic comprennent une altération du fonctionnement ou une détresse cliniquement significative en lien avec la pratique sexuelle.